# Bystřany
Bystřany (en allemand : Wisterschan) est une commune du district de Teplice, dans la région d'Ústí nad Labem, en République tchèque. Sa population s'élevait à 1 871 habitants en 2021.

## Géographie
Bystřany se trouve à 3 km au sud-est du centre de Teplice, à 14 km à l'ouest-sud-ouest d'Ústí nad Labem et à 74 km au nord-ouest de Prague.

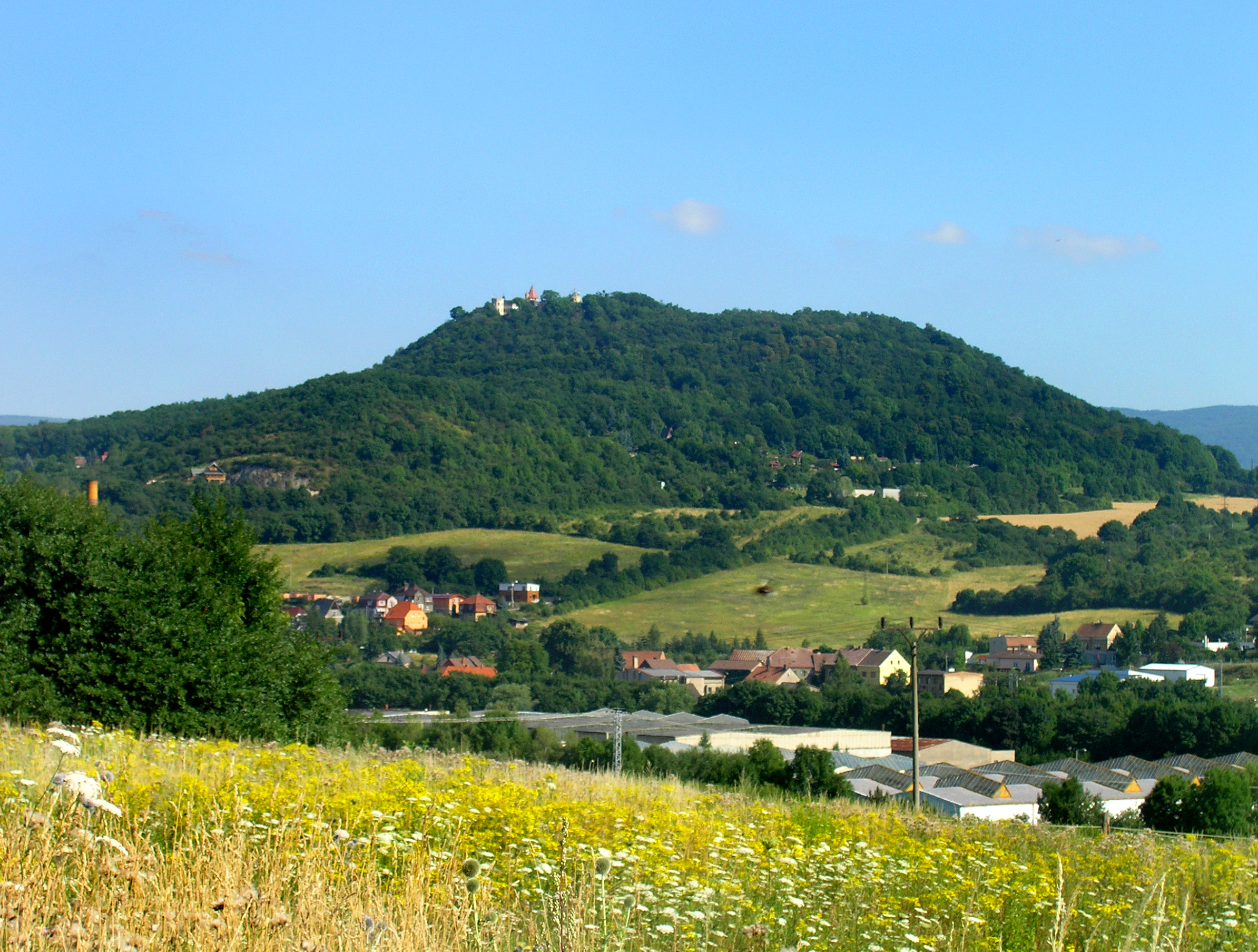
Colline Doubravská (422 m).

La commune est limitée par Teplice à l'ouest et au nord, par Modlany au nord et à l'est, par Rtyně nad Bílinou et Bžany au sud, par Kladruby au sud-ouest.

## Histoire
Le petit village de Horušany, aujourd'hui Bystřany, est mentionné pour la première fois en 1238.

## Galerie
|  |  |

## Transports
Par la route, Bystřany se trouve à 3 km de Teplice, à 18 km d'Ústí nad Labem et à 87 km de Prague.